# ジャーニーマン
ジャーニーマン（Journeyman）は、プロスポーツでいくつものチームを渡り歩く選手のことである。直訳すると「旅人」という意味だが、「流しの職人」という意味で用いられる。
トレードされたり、解雇されてもすぐに別のチームで必要とされて契約に至るケースが多い。アメリカのプロスポーツは移籍が頻繁に行われるため、該当する選手にしばしばこの言葉が用いられる。逆に長期に渡って同一のチームの第一線で活動し続ける選手はフランチャイズ・プレイヤーと呼ばれる。

## 主な選手
過去に所属した同一チームへの移籍が含まれる場合がある。また、下記のチーム数は同一チームを含めた在籍チーム総数とし、別に移籍回数を（）で記した。なお、下記の選手は一例である。

### NBA
＊注：シャキール・オニール、ロバート・オーリー、レブロン・ジェームズなどの優勝請負人と呼ばれた選手は除く。
| - モーゼス・マローン 1976年 - 1995年 / 7チーム（移籍回数：8回） - ケビン・ウィリス 1984 - 2007年 / 9チーム（移籍回数：9回） - タイロン・コービン 1985年 - 2001年 / 9チーム（移籍回数：15回） - チャック・パーソン 1986年 - 2000年 / 5チーム（移籍回数：5回） - チャッキー・ブラウン 1989年 - 2002年 / 12チーム（移籍回数：14回） - エイブリー・ジョンソン 1988年 - 2004年 / 6チーム（移籍回数：10回） - ケンドール・ギル 1990年 -2005年 / 7チーム（移籍回数8：回） - トニー・マッセンバーグ 1990年 - 2005年 / 12チーム（移籍回数：13回） - クリス・ギャトリング 1991年 - 2002年 / 8チーム（移籍回数：9回） - ジミー・ジャクソン 1992年 - 2006年 / 13チーム（移籍回数：12回） - グレン・ロビンソン 1994年 - 2005年 / 5チーム（移籍回数：4回） - ジュワン・ハワード 1994年 - 2013年 / 8チーム（移籍回数：11回） - ジョー・スミス 1994年 - 2011年 / 12チーム（移籍回数：15回） - テオ・ラトリフ 1995年 -2011年 / 9チーム（移籍回数：11回） - カート・トーマス 1995年 -2013年 / 9チーム（移籍回数：10回) - ジャーメイン・オニール 1996年 - 2014年 / 7チーム（移籍回数：6回) - レイ・アレン 1996年 - 2014年 / 4チーム（移籍回数：3回) - マーカス・キャンビー 1996年 - 2013年/ 6チーム（移籍回数：6回) - チャンシー・ビラップス 1997年 - 2014年 / 7チーム（移籍回数：9回） - アンソニー・ジョンソン 1997年 -2010年 / 7チーム（移籍回数：11回） - ティム・トーマス 1997年 -2010年 / 7チーム（移籍回数：9回） - キース・ヴァン・ホーン 1997年 - 2006年 / 5チーム（移籍回数：4回） - リッキー・デイビス 1998年 - 2010年 / 6チーム（移籍回数：7回） - デイモン・ジョーンズ 1998年 - 2009 年/ 10チーム（移籍回数：11回） - マイキー・ムーア 1998年 -2011年 / 9チーム（移籍回数：11回） - トレイシー・マグレディ 1997年 - 2013年/ 7チーム（移籍回数：6回) - ヴィンス・カーター 1998年 - 2020年 - ラリー・ヒューズ 1998年 - 2012年/ 8チーム（移籍回数：7回) - アール・ボイキンス 1998年 - 2012年/ 13チーム（移籍回数：13回) - タロン・ルー 1998年 - 2009年/ 6チーム（移籍回数：6回) - レイファー・アルストン 1999年 - 2010年 / 6チーム（移籍回数：8回） - アル・ハリントン 1999年 -2015年 / 7チーム（移籍回数：8回） - ジェームス・ポージー 1999年 - 2011年 / 7チーム（移籍回数：7回） - アンドレ・ミラー 1999年 - 2016年/ 9チーム（移籍回数：9回) - コーリー・マゲッティ 1999年 - 2013年/ 6チーム（移籍回数：5回) - ケニオン・マーティン 2000年 - 2015年/ 6チーム（移籍回数：5回) - ラジャ・ベル 2000年 - 2012年 / 6チーム（移籍回数：7回） - エディー・ハウス 2000年 - 2011年 / 9チーム（移籍回数 ：10回） - ジャマール・クロフォード 2000年 - 2020年 - スティーブン・ジャクソン 2000年 - 2015年/ 8チーム（移籍回数：8回) - マイク・ミラー 2000年 - 2018年 - クワミ・ブラウン 2001年 - 2013年/ 8チーム（移籍回数：7回) - タイソン・チャンドラー 2001年 - 2020年 - サミュエル・ダレンベア 2001年- 2016年/ 7チーム（移籍回数：6回) - マイク・ジェームス 2001年 - 2014年 - リチャード・ジェファーソン 2001年 - 2018年 - ジェイソン・リチャードソン 2001年 - 2015年/ 5チーム（移籍回数：4回) - マット・バーンズ 2002年 - 2017年 - カロン・バトラー 2002年 - 2016年 - ラスール・バトラー 2002年 - 2016年 - ドリュー・グッデン 2002年 - 2017年 - ジャネーロ・パーゴ 2002年 - 2019年 - ジョン・サーモンズ 2002年 - 2015年/ 6チーム（移籍回数：6回) - ロナルド・マレー 2002年 - 2010年 / 8チーム（移籍回数 ：8回） - キース・ボーガンス 2003年 - 2014年/ 9チーム（移籍回数：9回) - モーリス・ウィリアムス 2003年 - 2016年 - リアンドロ・バルボサ 2003年 - 2019年 - スティーブ・ブレイク 2003年 - 2016年 - マーキス・ダニエルズ 2003年 - 2013年/ 5チーム（移籍回数：5回) - ロジャー・メイソン 2003年 - 2014年 - ドワイト・ハワード 2004年 - - ジョシュ・スミス 2004年 - 2016年 - クリス・ハンフリーズ 2004年 - 2018年 - J・R・スミス 2004年 - 2020年 - ショーン・リビングストン 2004年 - 2019年 - ジャレット・ジャック 2005年 - 2021年 - ネイト・ロビンソン 2005年 - 2018年 - エルサン・イルヤソバ 2005年 - - ロニー・プライス 2005年 - 2015年 - ジョン・ルーカス3世 2005年 - - ラジョン・ロンド 2006年 - - スティーブ・ノヴァック 2006年 - 2017年 - ライアン・ホリンズ 2006年 - 2019年 - シャノン・ブラウン 2006年 - - ルー・アマンドソン 2006年 - - ジェフ・グリーン 2007年 - - マルコ・ベリネッリ 2007年 - - ジャレッド・ダドリー - 2007年 - 2021年 - アーロン・アフラロ 2007年 - 2019年 - スペンサー・ホーズ 2007年 - 2018年 - デリック・ローズ 2008年 - - デアンドレ・ジョーダン 2008年 - - ジェリッド・ベイレス 2008年 - - コートニー・リー 2008年 - - ロビン・ロペス 2008年 - - クリス・ダグラス＝ロバーツ 2008年 - - レイモン・セッションズ 2008年 - 2018年 - アンソニー・トリバー 2008年 - - ゴラン・ドラギッチ 2008年 - - ダニーロ・ガリナリ 2008年 - - デアンドレ・ジョーダン 2008年 - - ハシーム・サビート 2009年 - 2015年 - ジェフ・ティーグ 2009年 - - ウェイン・エリントン 2009年 - - デマール・キャロル 2009年 - - トニー・ダグラス 2009年 - - ギャレット・テンプル 2009年 - - デマーカス・カズンズ 2010年 - - エイブリー・ブラッドリー 2010年 - - ランス・スティーブンソン 2010年 - - イシュ・スミス 2010年 - - アロンゾ・ジー 2010年 - - マイルズ・プラムリー 2012年 - - ケンドール・マーシャル 2012年 - 2017年 - ケント・ベイズモア 2012年 - - ジェイ・クラウダー 2012年 - - マイケル・カーター＝ウィリアムズ 2013年 - - シェーン・ラーキン 2013年 - - ジャバリ・パーカー 2014年 - - タイラー・エニス 2014年 - - グレン・ロビンソン3世 2014年 - - デアンジェロ・ラッセル 2015年 - - ショーン・キルパトリック 2015年 - - ロンゾ・ボール 2017年 - - デニス・スミス・ジュニア 2017年 - |

### MLB
12球団以上で出場した選手
| 所属球団数 | 名前                   | ポジション | 最終出場年 |
| ---------- | ---------------------- | ---------- | ---------- |
| 14         | エドウィン・ジャクソン | 投手       | 2019       |
| 14         | リッチ・ヒル           | 投手       | 2025       |
| 13         | オクタビオ・ドーテル   | 投手       | 2013       |
| 12         | マイク・モーガン       | 投手       | 2002       |
| 12         | ロン・ビローン         | 投手       | 2009       |
| 12         | マット・ステアーズ     | 外野手     | 2011       |

| - ボボ・ニューサム 1929年 - 1953年 / 9チーム（移籍回数：17回） - ゲイロード・ペリー 1962年 - 1983年 / 8チーム（移籍回数：9回） - ジョー・モーガン 1963年 - 1984年 / 5チーム（移籍回数：6回） - トミー・ジョン 1963年 - 1989年 / 6チーム（移籍回数：7回） - ファーガソン・ジェンキンス 1965年 - 1983年 / 4チーム（移籍回数：6回） - スティーブ・カールトン 1965年 - 1988年 / 6チーム（移籍回数：6回） - ドン・サットン 1966年 - 1988年 / 5チーム（移籍回数：6回） - マイク・マーシャル 1967年 - 1981年 / 9チーム（移籍回数：9回） - ビル・バックナー 1969年 - 1990年 / 5チーム（移籍回数：6回） - ドン・ベイラー 1970年 - 1988年 / 7チーム（移籍回数：7回） - バート・ブライレブン 1970年 - 1992年 / 6チーム（移籍回数：6回） - デーブ・キングマン 1971年 - 1986年 / 7チーム（移籍回数：8回） - リッチ・ゴセージ 1972年 - 1994年 / 9チーム（移籍回数：10回） - デーブ・パーカー 1973年 - 1991年 / 6チーム（移籍回数：6回） - デーブ・ウィンフィールド 1973年 - 1995年 / 6チーム（移籍回数：6回） - ジョン・キャンデラリア 1975年 - 1993年 / 8チーム（移籍回数：9回） - ボブ・マクルーア 1975年 - 1993年 / 7チーム（移籍回数：7回） - ラリー・アンダーセン 1975年 - 1994年 / 6チーム（移籍回数：7回） - リック・ハニカット 1977年 - 1997年 / 6チーム（移籍回数：8回） - エディ・マレー 1977年 - 1997年 / 5チーム（移籍回数：7回） - デーブ・スチュワート 1978年 - 1995年 / 5チーム（移籍回数：6回） - ダニー・ダーウィン 1978年 - 1998年 / 8チーム（移籍回数：10回） - マイク・モーガン 1978年 - 2002年 / 12チーム（移籍回数：13回） - ジェフ・リアドン 1979年 - 1994年 / 7チーム（移籍回数：7回） - ジェシー・オロスコ 1979年 - 2003年 / 9チーム（移籍回数：10回） - リッキー・ヘンダーソン 1979年 - 2003年 / 9チーム（移籍回数：13回） - トニー・ペーニャ 1980年 - 1997年 / 6チーム（移籍回数：6回） - リー・スミス 1980年 - 1997年 / 8チーム（移籍回数：8回） - ハロルド・ベインズ 1980年 - 2001年 / 5チーム（移籍回数：9回） - テッド・パワー 1981年 - 1993年 / 8チーム（移籍回数：9回） - バド・ブラック 1981年 - 1995年 / 5チーム（移籍回数：6回） - グレッグ・ハリス 1981年 - 1995年 / 8チーム（移籍回数：9回） - キャンディ・マルドナード 1981年 - 1995年 / 7チーム（移籍回数：9回） - ブレット・バトラー 1981年 - 1997年 / 5チーム（移籍回数：6回） - チリ・デービス 1981年 - 1999年 / 5チーム（移籍回数：6回） - ゲイリー・ガイエティ 1981年 - 2000年 / 6チーム（移籍回数：6回） - ニール・ヒートン 1982年 - 1993年 / 7チーム（移籍回数：7回） - ダグ・ジョーンズ 1982年 - 2000年 / 7チーム（移籍回数：9回） - クレイグ・レファーツ 1983年 - 1994 / 6チーム（移籍回数：7回） - ジョー・カーター 1983年 - 1998年 / 6チーム（移籍回数：6回） - ダニー・ジャクソン 1983年 - 1997年 / 7チーム（移籍回数：7回） - フアン・サミュエル 1983年 - 1998年 / 7チーム（移籍回数：8回） - トニー・フェルナンデス 1983年 - 2001年 / 7チーム（移籍回数：10回） - テリー・ペンドルトン 1984年 - 1998年 / 5チーム（移籍回数：6回） - ランディ・マイヤーズ 1985年 - 1998年 / 7チーム（移籍回数：7回） - ショーン・ダンストン 1985年 - 2002年 / 6チーム（移籍回数：10回） - アンドレス・ガララーガ 1985年 - 2004年 / 9チーム（移籍回数：7回） - ホセ・カンセコ 1985年 - 2001年 / 7チーム（移籍回数：8回） - ミッチ・ウィリアムス 1986年 - 1997年 / 6チーム（移籍回数：6回） - ピート・インカビリア 1986年 - 1998年 / 6チーム（移籍回数：8回） - ボブ・テュークスベリー 1986年 - 1998年 / 6チーム（移籍回数：6回） - マイク・マダックス 1986年 - 2000年 / 9チーム（移籍回数：10回） - ボビー・ボニーヤ 1986年 - 2001年 / 8チーム（移籍回数：9回） - デーブ・マルティネス 1986年 - 2001年 / 9チーム（移籍回数：10回） - グレッグ・スウィンデル 1986年 - 2002年 / 6チーム（移籍回数：7回） - ルーベン・シエラ 1986年 - 2006年 / 9チーム（移籍回数：11回） - デビッド・コーン 1986年 - 2003年 / 5チーム（移籍回数：8回） - ダン・プリーサック 1986年 - 2003年 / 7チーム（移籍回数：7回） - マイク・ジャクソン 1986年 - 2004年 / 9チーム（移籍回数：9回） - フレッド・マグリフ 1986年 - 2004年 / 6チーム（移籍回数：7回） - ベニート・サンティアゴ 1986年 - 2005年 / 9チーム（移籍回数：10回） - テリー・マルホランド 1986年 - 2006年 / 11チーム（移籍回数：14回） - グレッグ・マダックス 1986年 - 2008年 / 4チーム（移籍回数：6回） - ジェイミー・モイヤー 1986年 - 2012年 / 8チーム（移籍回数：8回） - ロベルト・ケリー 1987年 - 2000年 / 8チーム（移籍回数：9回） - エリス・バークス 1987年 - 2004年 / 5チーム（移籍回数：6回） - ホセ・メサ 1987年 - 2007年 / 8チーム（移籍回数：9回） - ケン・ヒル 1988年 - 2001年 / 7チーム（移籍回数：7回） - デニス・クック 1988年 - 2002年 / 9チーム（移籍回数：11回） - ロベルト・アロマー 1988年 - 2004年 / 7チーム（移籍回数：8回） - スコット・サービス 1988年 - 2004年 / 9チーム（移籍回数：11回） - パット・ボーダーズ 1988年 - 2005年 / 10チーム（移籍回数：11回） - レニー・ハリス 1988年 - 2005年 / 8チーム（移籍回数：8回） - サンディー・アロマー・ジュニア 1988年 - 2007年 / 7チーム（移籍回数：9回） - ランディ・ジョンソン 1988年 - 2009年 / 6チーム（移籍回数：7回） - ゲイリー・シェフィールド 1988年 - 2009年 / 8チーム（移籍回数：8回） - ジム・アボット 1989年 - 1999年 / 4チーム（移籍回数：6回） - チャック・マッケルロイ 1989年 - 2001年 / 9チーム（移籍回数：9回） - マーク・ガスリー 1989年 - 2003年 / 8チーム（移籍回数：9回） - トッド・ジール 1989年 - 2004年 / 11チーム（移籍回数：13回） - フアン・ゴンザレス 1989年 - 2005年 / 4チーム（移籍回数：6回） - ホセ・ビスカイーノ 1989年 - 2006年 / 8チーム（移籍回数：10回） - スティーブ・フィンリー 1989年 - 2007年 / 8チーム（移籍回数：8回） - マイク・スタントン 1989年 - 2007年 / 8チーム（移籍回数：11回） - ルディ・シアネス 1989年 - 2008年 / 9チーム（移籍回数：15回） - ケント・マーカー 1989年 - 2008年 / 9チーム（移籍回数：12回） - ケニー・ロジャース 1989年 - 2008年 / 5チーム（移籍回数：8回） - オマー・ビスケル 1989年 - 2012年 / 6チーム（移籍回数：6回） - ジェフ・マント 1990年 - 2000年 / 9チーム（移籍回数：11回） - ジム・レイリッツ 1990年 - 2000年 / 6チーム（移籍回数：7回） - マーク・ウィッテン 1990年 - 2000年 / 9チーム（移籍回数：8回） - スコット・エリクソン 1990年 - 2006年 / 6チーム（移籍回数：6回） - ジェフ・コーナイン 1990年 - 2007年 / 6チーム（移籍回数：9回） - モイゼス・アルー 1990年 - 2008年 / 7チーム（移籍回数：7回） - ルイス・ゴンザレス 1990年 - 2008年 / 6チーム（移籍回数：7回） - レイ・サンチェス 1991年 - 2005年 / 9チーム（移籍回数：10回） - ビニー・カスティーヤ 1991年 - 2006年 / 6チーム（移籍回数：9回） - ジェフ・ファセロ 1991年 - 2006年 / 9チーム（移籍回数：9回） - ロイス・クレイトン 1991年 - 2007年 / 11チーム（移籍回数：11回） - ロベルト・ヘルナンデス 1991年 - 2007年 / 10チーム（移籍回数：11回） - ケニー・ロフトン 1991年 - 2007年 / 11チーム（移籍回数：13回） - レジー・サンダース 1991年 - 2007年 / 8チーム（移籍回数：7回） - マイク・ティムリン 1991年 - 2008年 / 6チーム（移籍回数：6回） - アーサー・ローズ 1991年 - 2011年 / 9チーム（移籍回数：10回） - イバン・ロドリゲス 1991年 - 2011年 / 6チーム（移籍回数：7回） - ジム・トーミ 1991年 - 2012年 / 6チーム（移籍回数：8回） - スティーブ・リード 1992年 - 2005年 / 7チーム（移籍回数：9回） - ジェフ・ネルソン 1992年 - 2006年 / 4チーム（移籍回数：7回） - エリック・ヤング 1992年 - 2006年 / 7チーム（移籍回数：9回） - ジェフ・ケント 1992年 - 2008年 / 6チーム（移籍回数：6回） - アラン・エンブリー 1992年 - 2009年 / 10チーム（移籍回数：11回） - マット・ステアーズ 1992年 - 2011年 / 12チーム（移籍回数：13回） - ジェロミー・バーニッツ 1993年 - 2006年 / 7チーム（移籍回数：8回） - カール・エベレット 1993年 - 2006年 / 9チーム（移籍回数：8回） - エドゥアルド・ペレス 1993年 - 2006年 / 6チーム（移籍回数：7回） - トニー・ウォマック 1993年 - 2006年 / 7チーム（移籍回数：8回） - ロンデル・ホワイト 1993年 - 2007年 / 7チーム（移籍回数：7回） - クリフ・フロイド 1993年 - 2009年 / 7チーム（移籍回数：8回） - ブライアン・シャウス 1993年 - 2009年 / 6チーム（移籍回数：6回） - フリアン・タバレス 1993年 - 2009年 / 11チーム（移籍回数：11回） - ジム・エドモンズ 1993年 - 2010年 / 6チーム（移籍回数：6回） - ブラッド・オースマス 1993年 - 2010年 / 4チーム（移籍回数：6回） - ダレン・オリバー1993年 - 2013年 / 9チーム（移籍回数：11回） - リック・ホワイト 1994年 - 2007年 / 13チーム（移籍回数：13回） - デビッド・ベル 1995年 - 2006年 / 6チーム（移籍回数：7回） - トッド・ホランズワース 1995年 - 2006年 / 8チーム（移籍回数：8回） - フィル・ネビン 1995年 - 2006年 / 7チーム（移籍回数：7回） - ジョー・ボロウスキー 1995年 - 2008年 / 7チーム（移籍回数：7回） - ショーン・エステス 1995年 - 2008年 / 7チーム（移籍回数：7回） - エステバン・ロアイザ 1995年 - 2008年 / 8チーム（移籍回数：9回） - ロン・ビローン 1995年 - 2009年 / 12チーム（移籍回数：14回） - フアン・カストロ 1995年 - 2011年 / 5チーム（移籍回数：8回） - ジェフ・スーパン 1995年 - 2011年 / 9チーム（移籍回数：9回） - クレイグ・カウンセル 1995年 - 2012年 / 5チーム（移籍回数：7回) - ラトロイ・ホーキンス 1995年 - 2015年 / 11チーム（移籍回数：13回) - 野茂英雄 1995年 - 2008年 / 7チーム（移籍回数：8回） - トニー・グラファニーノ 1996年 - 2009年 / 8チーム（移籍回数：8回） - エルマー・デセンス 1996年 - 2010年 / 9チーム（移籍回数：9回） - エドガー・レンテリア 1996年 - 2011年 / 7チーム（移籍回数：7回） - リバン・ヘルナンデス 1996年 - 2012年 / 9チーム（移籍回数：10回） - ラウル・イバニェス 1996年 - 2014 / 5チーム（移籍回数：8回） - ジェイミー・ライト 1996年 - 2014 / 10チーム（移籍回数：13回） - ホセ・クルーズ・ジュニア 1997年 - 2008年 / 9チーム（移籍回数：9回） - フランク・カタラノット 1997年 - 2010年 / 5チーム（移籍回数：6回） - ホセ・ギーエン 1997年 - 2010年 / 10チーム（移籍回数：10回） - オーランド・カブレラ 1997年 - 2011年 / 9チーム（移籍回数：9回） - ヘンリー・ブランコ 1997年 - 2013年 / 11チーム（移籍回数：11回） - デレク・ロウ 1997年 - 2013年 / 7チーム（移籍回数：7回） - マーク・コッツェイ 1997年 - 2013年 / 7チーム（移籍回数：8回） - バートロ・コローン 1997年 - 2018年 / 11チーム（移籍回数：12回） - ミゲル・テハダ 1997年 - 2013年 / 6チーム（移籍回数：7回） - ポール・バコ 1998年 - 2009年 / 11チーム（移籍回数：10回） - チャド・ブラッドフォード 1998年 - 2009年 / 6チーム（移籍回数：10回） - ジェリー・ヘアストン・ジュニア 1998年 - 2013年 / 9チーム（移籍回数：9回） - アレックス・ゴンザレス 1998年 - 2014年 / 7チーム（移籍回数：8回） - ラッセル・ブラニアン 1998年 - 2011チーム / 10チーム（移籍回数：13回） - カルロス・ベルトラン 1998年 - 2017年 / 8チーム（移籍回数：8回） - ブルース・チェン 1998年 - 2015年 / 11チーム（移籍回数：11回） - A.J.ピアジンスキー 1998年 - 2016年 / 7チーム（移籍回数：7回） - レイ・キング 1999年 - 2008年 / 6チーム（移籍回数：7回） - ルイス・ビスカイーノ 1999年 - 2009年 / 8チーム（移籍回数：8回） - ジェフ・ウィーバー 1999年 - 2010年 / 6チーム（移籍回数：7回） - ギレルモ・モタ 1999年 - 2012年 / 7チーム（移籍回数：8回） - ラモン・ヘルナンデス 1999年 - 2013年 / 6チーム（移籍回数：6回） - オクタビオ・ドーテル 1999年 - 2013年 / 13チーム（移籍回数：13回） - A.J.バーネット 1999年 - 2015年 / 5チーム（移籍回数：6回） - カイル・ファーンズワース 1999年 - 2014年 / 9チーム（移籍回数：11回） - ジョン・マクドナルド 1999年 - 2014年 / 8チーム（移籍回数：10回） - ランディ・ウルフ 1999年 - 2017年 / 8チーム（移籍回数：9回） - ミルトン・ブラッドリー 2000年 - 2011年 / 8チーム（移籍回数：8回） - ランディ・チョート 2000年 - 2015年 / 6チーム（移籍回数：6回） - スコット・ダウンズ 2000年 - 2014年 / 7チーム（移籍回数：7回） - ジェイソン・グリーリ 2000年 - 2017年 / 9チーム（移籍回数：10回） - ブラッド・ペニー 2000年 - 2014年 / 8チーム（移籍回数：9回） - シェイ・ヒレンブランド 2001年 - 2007年 / 6チーム（移籍回数：6回） - フェリペ・ロペス 2001年 - 2011年 / 8チーム（移籍回数：10回） - ブライアン・フエンテス 2001年 - 2012年 / 6チーム（移籍回数：6回） - スコット・ポドセドニック 2001年 - 2012年 / 7チーム（移籍回数：8回） - ヨービット・トレアルバ 2001年 - 2013年 / 7チーム（移籍回数：8回） - ライル・オーバーベイ 2001年 - 2014年 / 6チーム（移籍回数：8回） - カルロス・ペーニャ 2001年 - 2014年 / 8チーム（移籍回数：10回） - ジョー・ベイメル 2001年 - 2015年 /78チーム（移籍回数：8回） - エンディ・チャベス 2001年 - 2014年 / 7チーム（移籍回数：8回） - シーザー・イズトゥリス 2001年 - 2013年 / 9チーム（移籍回数：9回） - カイル・ローシュ 2001年 - 2016年 / 6チーム（移籍回数：6回） - ブランドン・ライオン 2001年 - 2013年 / 6チーム（移籍回数：7回） - ニック・プント 2001年 - 2013年 / 5チーム（移籍回数：5回） - ビル・ホール 2002年 - 2012年 / 6チーム（移籍回数：6回） - オーランド・ハドソン 2002年 - 2012年 / 6チーム（移籍回数：6回） - エリック・ヒンスキー 2002年 - 2013年 / 7チーム（移籍回数；：7回） - ミゲル・オリーボ 2002年 - 2014年 / 7チーム（移籍回数：9回） - マーロン・バード 2002年 - 2016年 / 10チーム（移籍回数：11回） - オマー・インファンテ 2002年 - 2014年 / 4チーム（移籍回数：5回） - アーロン・ハラング 2002 - 2015年 / 8チーム（移籍回数：8回） - ライアン・ラドウィック 2002年 - 2013年 / 6チーム（移籍回数：6回） - ウィル・ニエベス 2002年 - 2015年 / 7チーム（移籍回数：8回） - フランシスコ・ロドリゲス 2002年 - 2017年 / 6チーム（移籍回数：6回） - デビッド・ロス 2002年 - 2016年 / 7チーム（移籍回数：8回） - ラファエル・ソリアーノ 2002年 - 2015年 / 6チーム（移籍回数：6回） - マルコ・スクータロ 2002年 - 2014年 / 6チーム（移籍回数：6回） - ウィリー・モー・ペーニャ 2002年 - 2011年 / 5チーム（移籍回数：5回） - ホラシオ・ラミレス 2003年 - 2011年 / 6チーム（移籍回数：6回） - マット・ダイアズ 2003年 - 2013年 / 5チーム（移籍回数：6回） - クリス・カプアーノ 2003年 - 2016年 / 6チーム（移籍回数：7回） - ケビン・コレイア 2003年 - 2015年 / 6チーム（移籍回数：6回） - デビッド・デヘスース 2003年 - 2015年 / 6チーム（移籍回数：6回） - ケビン・グレッグ 2003年 - 2015年 / 6チーム（移籍回数：8回） - ジョニー・ゴームス 2003年 - 2015年 / 7チーム（移籍回数：8回） - ダン・ヘイレン 2003年 - 2015年 / 8チーム（移籍回数：9回） - エドウィン・ジャクソン 2003年 - 2019年 / 14チーム（移籍回数：16回） - リード・ジョンソン 2003年 - 2015年 / 6チーム（移籍回数：7回） - ジェラルド・レアード 2003年 - 2015年 / 5チーム（移籍回数：6回） - ハビアー・ロペス 2003年 - 2016年 / 5チーム（移籍回数：5回） - コディ・ロス 2003年 - 2015年 / 8チーム（移籍回数：8回） - ジェローム・ウィリアムズ 2003年 - 2016年 / 8チーム（移籍回数：8回） - デビッド・アーズマ 2004年 - 2015年 / 8チーム（移籍回数：8回） - ジョン・バック 2004年 - 2014年 / 7チーム（移籍回数：7回） - ホルヘ・カントゥ 2004年 - 2011年 / 5チーム（移籍回数：5回） - ジェイソン・フレイザー 2004年 - 2015年 / 5チーム（移籍回数：6回） - スコット・ヘアストン 2004年 - 2014年 / 6チーム（移籍回数：7回） - アダム・ラローシュ 2004年 - 2015年 / 6チーム（移籍回数：7回） - ディオナー・ナバーロ 2004年 - 2016年 / 7チーム（移籍回数：9回） - チャド・クオルズ 2004年 - 2017年 / 10チーム（移籍回数：10回） - マット・ソーントン 2004年 - 2016年 / 6チーム（移籍回数：6回） - ジェフ・ベイカー 2005年 - 2015年 / 6チーム（移籍回数：6回） - メルキー・カブレラ 2005年 - 2019年 / 8チーム（移籍回数：9回） - ザック・デューク 2005年 - 2019年 / 9チーム（移籍回数：10回） - ジェフ・フランコーア 2005年 - 2016年 / 8チーム（移籍回数：9回） - ケリー・ジョンソン 2005年 - 2016年 / 8チーム（移籍回数：11回） - ブランドン・マッカーシー 2005年 - 2018年 / 7チーム（移籍回数：7回） - マイケル・モース 2005年 - 2017年 / 6チーム（移籍回数：8回） - ジョエル・ペラルタ 2005年 - 2016年 / 8チーム（移籍回数：8回） - ジョー・ソーンダース 2005年 - 2014年 / 5チーム（移籍回数：6回） - ジョシュ・ウィルソン 2005年 - 2015年 / 9チーム（移籍回数：11回） - エディンソン・ボルケス 2005年 - - マット・アルバース 2006年 - 2019年 / 8チーム（移籍回数：9回） - マット・ガーザ 2006年 - 2017年 / 5チーム（移籍回数：5回） - ジェイソン・ハメル 2006年 - 2018年 / 6チーム（移籍回数：7回） - ケビン・クーズマノフ 2006年 - 2014年 / 5チーム（移籍回数：5回） - クリス・スチュワート 2006年 - 2018年 / 8チーム（移籍回数：9回） - デルモン・ヤング 2006年 - 2015年 / 5チーム（移籍回数：6回） - ホセ・ベラス 2006年 - 2014年 / 8チーム（移籍回数：9回） - エミリオ・ボニファシオ 2007年 - - マット・リンドストロム 2007年 - 2014年 / 6チーム（移籍回数：6回） - マーク・レイノルズ 2007年 - 2019年 / 8チーム（移籍回数：9回） - ジェシー・チャベス 2008年 - - ケーシー・マギー 2008年 - 2016年 / 7チーム（移籍回数：8回） - ジェイソン・ニックス 2008年 - 2014年 / 8チーム（移籍回数：8回） - ジョージ・コッタラス 2008年 - 2014年 / 7チーム（移籍回数：7回） - エリック・クラッツ 2010年 - - ダニー・バレンシア 2010年 - 2017年 / 7チーム（移籍回数：7回） - 青木宣親 2012年 - 2017年 / 7チーム（移籍回数：7回） |

### NFL

#### クォーターバック
| - アール・モラル 1956年 - 1976年 / 6チーム。コルツ、ドルフィンズのスーパーボウル出場、ドルフィンズのパーフェクトシーズンに貢献 - スティーブ・ディバーグ 1978年 - 1993年, 1998年 / 7チーム（移籍回数:7回） - デイブ・クレイグ 1980年 - 1996年 / 6チーム。歴代12位タイの通算98勝 - ウェイド・ウィルソン 1981年 - 1999年 / 5チーム - ジム・マクマーン 1982年 - 1996年 / 7チーム - マーク・リッピン 1986年 - 2006年 / 7チーム（移籍回数:7回）。CIFLを含めると8チーム - ジム・ハーボー 1987年 - 2001年 / 6チーム - スティーブ・バーライン 1987年 - 2003年 / 6チーム - ビニー・テスタバーディ 1987年 - 2005年, 2007年 / 7チーム（移籍回数:7回）。90勝123敗（歴代最多敗） - クリス・チャンドラー 1988年 - 2004年 / 8チーム - トッド・フィルコックス 1990年 - 1998年 / 6チーム - ジェフ・ジョージ 1990年 - 2006年 / 7チーム（移籍回数:7回） - ジェフ・ブレイク 1992年 - 2005年 / 7チーム - タイ・デトマー 1992年 - 2005年 / 6チーム - トレント・グリーン 1993年 - 2008年 / 5チーム（移籍回数:5回）。CFLを含めると6チーム - ジェイミー・マーティン 1993年 - 2008年 / 7チーム（移籍回数:9回）。NFLEを含めると8チーム - マーク・ブルネル 1993年 - 2011年 / 5チーム - ジェイ・フィードラー 1994年 - 1995年, 1997年 - 2006年 / 6チーム。NFLEを含めると7チーム - ロブ・ジョンソン 1995年 - 2003年, 2006年 / 6チーム - トレント・ディルファー 1994年 - 2007年 / 5チーム - ガス・ファーロット 1994年 - 2008年 / 7チーム - ジェフ・ガルシア 1994年 - 2011年 / 6チーム。CFL、UFLを含めると8チーム - ケリー・コリンズ 1995年 - 2011年 / 6チーム - トッド・バウマン 1997年 - 2010年 / 6チーム（移籍回数:7回） - パトリック・ラムジー 2002年 - 2010年 / 9チーム - J・T・オサリバン 2002年 - 2012年 / 12チーム。NFLE、CFLを含めると14チーム - ジョシュ・マカウン 2002年 - / 12チーム。UFLを含めると13チーム - ルーク・マカウン 2004年 - 2017年 / 6チーム（移籍回数:6回） - カイル・オートン 2005年 - 2014年 / 5チーム - ジェイソン・キャンベル 2005年 - 2014年 / 5チーム - ダン・オーロフスキー 2005年 - 2017年 / 5チーム（移籍回数:5回） - マット・キャセル 2005年 - 2018年 / 7チーム - ライアン・フィッツパトリック 2005年 - 2021年 / 9チーム - ブレイディ・クイン 2007年 - 2014年 / 7チーム - ドリュー・スタントン 2007年 - 2020年 / 6チーム - マット・フリン 2008年 - 2015年 / 7チーム（移籍回数:7回） - ジョシュ・ジョンソン 2008年 - / 13チーム。UFL、AAF、XFLを含めると16チーム - マーク・サンチェス 2009年 - 2018年 / 6チーム - チェイス・ダニエル 2009年 - / 7チーム（移籍回数:7回） - ブライアン・ホイヤー 2009年 - / 8チーム（移籍回数:9回） - コルト・マッコイ 2010年 - / 5チーム - ブレイン・ギャバート 2011年 - / 5チーム - ニック・フォールズ 2012年 - / 5チーム（移籍回数:5回） - ケイス・キーナム 2012年 - / 7チーム - マイク・グレノン 2013年 - / 5チーム - テディ・ブリッジウォーター 2014年 - / 5チーム - ジョシュ・ローゼン 2018年 - / 5チーム |

#### ワイドレシーバー
| - ジェームズ・ロフトン 1978年 - 1993年 / 5チーム - アンドレ・ライズン 1989年 - 2000年 / 7チーム。CFLを含めると8チーム - テレル・オーウェンス 1996年 - 2012年 / 6チーム。CIFを含めると7チーム - ランディ・モス 1998年 - 2010年, 2012年 / 5チーム（移籍回数:5回） - ブランドン・ストークリー 1999年 -2013年 / 5チーム（移籍回数:6回） - ウェス・ウェルカー 2004年 - 2015年 / 5チーム - ヤイモン・フィガース 2007年 - 2013年 / 6チーム。CFLを含めると8チーム - デショーン・ジャクソン 2008年 - / 5チーム（移籍回数:5回） - モハメド・サヌー 2012年 - / 5チーム（移籍回数:5回） |

#### ランニングバック
| - ロレンゾ・ニール 1993年 - 2009年 / 8チーム - フランク・ゴア 2005年 - / 5チーム - エイドリアン・ピーターソン 2007年 - / 7チーム |

#### ディフェンシブエンド
- ドワイト・フリーニー 2002年 - 2017年 / 6チーム

#### ラインバッカー
- マルコム・スミス 2011年 -  / 6チーム

### NHL
| - ヤリ・クリ 1978年 - 1998年 / 6チーム（移籍回数：6回） - マイク・ガートナー 1978年 - 1998年 / 6チーム（移籍回数：6回） - ブラッド・マクリモン 1979年 - 1997年 / 6チーム（移籍回数：6回） - ポール・コフィー 1980年 - 2001年 / 8チーム（移籍回数：8回） - バーニー・ニコールズ 1981年 - 1999年 / 6チーム（移籍回数：6回） - ロン・スッター 1982年 - 2001年 / 7チーム（移籍回数：7回） - フィル・ハウスリー 1982年 - 2003年 / 8チーム（移籍回数：9回） - ラス・コートナル 1983年 - 1999年 / 6チーム（移籍回数：6回） - ダグ・ギルモア 1983年 - 2003年 / 7チーム（移籍回数：8回） - トム・バラッソ 1983年 - 2003年 / 6チーム（移籍回数：6回） - カーク・ミュラー 1984年 - 2003年 / 6チーム（移籍回数：6回） - イーサ・ティッカネン 1985年 - 1999年 / 7チーム（移籍回数：9回） - デイブ・アンドレイチャック 1982年 - 2006年 / 6チーム（移籍回数：7回） - ケビン・ディニーン 1984年 - 2003年 / 5チーム（移籍回数：6回） - スティーブ・トーマス 1984年 - 2004年 / 6チーム（移籍回数：8回） - ウェンデル・クラーク 1985年 - 2000年 / 6チーム（移籍回数：8回） - イーサ・ティッカネン 1985年 - 2004年 / 7チーム（移籍回数：9回） - トム・バラッソ 1983年 - 2003年 / 6チーム（移籍回数：6回） - アダム・オーツ 1985年 - 1999年 / 7チーム（移籍回数：7回） - ピエール・タージョン 1987年 - 2007年 / 6チーム（移籍回数：6回） - ステュー・グリムソン 1988年 - 2002年 / 7チーム（移籍回数：8回） - ステファン・キンタル 1988年 - 2004年 / 6チーム（移籍回数：7回） - ジョディー・ハル 1988年 - 2004年 / 6チーム（移籍回数：6回） - マシュー・シュナイダー 1987年 - 2010年 / 10チーム（移籍回数：12回） - マーク・レクチ 1988年 - 2011年 / 7チーム（移籍回数：10回） - ジェレミー・ロイニック 1988年 - 2011年 / 5チーム（移籍回数：6回） - カーティス・ジョセフ 1989年 - 2009年 / 6チーム（移籍回数：8回） - ピーター・ネドベド 1990年 - 2007年 / 7チーム（移籍回数：9回） - マイク・シリンガー 1990年 - 2009年 / 12チーム（移籍回数：12回） - オーウェン・ノーラン 1990年 - 2011年 / 7チーム（移籍回数：7回） - ダグ・ウェイト 1990年 - 2011年 / 6チーム（移籍回数：7回） - ヤロミール・ヤーガー 1990年 - - レイ・ウィットニー 1991年 - 2014年 / 8チーム（移籍回数：8回） - サンディス・オゾリンチ 1992年 - 2007年 / 6チーム（移籍回数：7回） - ロベルト・ラング 1992年 - 2010年 / 8チーム（移籍回数：8回） - ロマン・ハムリク 1992年 - 2013年 / 7チーム（移籍回数：7回） - セルゲイ・ゴンチャー 1994年 - - ラデク・ドボラーク 1995年 - 2014年 / 8チーム（移籍回数：9回） - ドウェイン・ロロソン 1996年 - 2010年 / 6チーム（移籍回数：6回） - アレクセイ・コヴァレフ 1996年 - 2013年 / 7チーム（移籍回数：5回） - ヴァーツラフ・プロシュパル 1996年 - 2013年 / 7チーム（移籍回数：10回） - ブレンダン・モリソン 1997年 - 2011年 / 7チーム（移籍回数：7回） - マリアン・ホッサ 1997年 - - オリ・ヨキネン 1997年 - - マット・カレン 1997年 - - ブライアン・ブーシェー 1999年 - 2013年 / 7チーム（移籍回数：9回） - ヴァーツラフ・プロシュパル 1996年 - 2013年 / 7チーム（移籍回数：10回） - マーティン・ストライカ 1996年 - 2013年 / 6チーム（移籍回数：7回） - ウィリー・ミッチェル 1999年 - - ジョーダン・レオポルド 2002年 - |

### サッカー
| - パオロ・ディ・カーニオ 1985年 - 2008年 - 三浦知良 1986年 - - ディビッド・ジェームス 1988年 - 2013年 - アンディ・コール 1989年 - 2008年 / 12クラブ（移籍回数：12回） - クリスティアン・ヴィエリ 1989年 - 2009年 / 14クラブ（移籍回数：16回） - アベル・シャビエル 1990年 - 2008年 / 12クラブ（移籍回数：12回） - ジョン・アロイージ 1991年 - 2011年 / 11クラブ（移籍回数：11回） - ルッツ・ファンネンシュティール 1991年 - 2011年（移籍回数：29回） - ロナウド 1993年 - 2011年 - ルート・ファン・ニステルローイ 1993年 - 2012年 / 7クラブ（移籍回数：6回） - エルナン・クレスポ 1993年 - 2012年 - パウロ・ワンチョペ 1994年 - 2007年 / 9クラブ（移籍回数：11回） - ウィリアン・シャヴィエール・バルボーザ 1994年 - 2014年 - 鈴木隆行 1995年 - 2015年 / 10クラブ（移籍回数：16回） - セバスティアン・アブレウ 1995年 - 2021年（移籍回数：30回） - マーカス・ベント 1995年 - 2012年 - ミオドラグ・アンジェルコビッチ 1995年 - 2011年 - ニコラ・アネルカ 1995年 - 2015年 / 12クラブ（移籍回数：12回） - クレイグ・ベラミー 1996年 - 2014年 - サミュエル・エトオ 1997年 - 2018年 - ヨン・カリュー 1997年 - 2012年 / 9クラブ（移籍回数：8回） - 大島秀夫 1998年 - 2016年 / 8クラブ（移籍回数：7回） - 伊藤壇 1998年 - 2019年（移籍回数：26回） - アントニオ・カッサーノ 1998年 - 2018年 - ロナウジーニョ 1998年 - 2019年 - カルロス・アランダ 1998年 - 2017年 - ピーター・クラウチ 1998年 - 2018年 / 10クラブ（移籍回数：12回） - 大黒将志 1999年 - 2020年 / 12チーム（移籍回数：11回） - ズラタン・イブラヒモビッチ 1999年 - - ダビド・ビジャ 1999年 - 2020年 - リカルド・フラー 1999年 - 2016年 / 12クラブ（移籍回数：11回） - ボビー・ザモラ 1999年 - 2016年 / 7クラブ（移籍回数：7回） - スティーヴ・シドウェル 1999年 - 2018年 / 10クラブ（移籍回数：9回） - アマウリ 2000年 - 2017年 - ジェイ・ボスロイド 2000年 - - ハリル・アルティントップ 2000年 - 2018年 / 8クラブ（移籍回数：7回） - マルコ・ボリエッロ 2001年 - 2019年 - ベン・フォスター 2001年 - - ヴァロン・ベーラミ 2002年 - - 車ドゥリ 2002年 - 2015年 - エミリアーノ・ヴィヴィアーノ 2004年 - - パブロ・オスヴァルド 2005年 - - ケヴィン＝プリンス・ボアテング 2005年 - - 安田理大 2006年 - / 9クラブ（移籍回数：8回） - マルティン・カセレス 2006年 - - マリオ・バロテッリ 2008年 - |

## その他
- プロレスにおいても、どの団体とも専属契約していないフリーの選手に対して使われる。
- 自転車ロードレースにおいてはアシストのみならずエース級の選手も1年単位で移籍するため、ジャーニーマンと呼ばれることはない。

## 日本
- 日本のプロスポーツでは、プロ野球やJリーグなどのプロスポーツにおいて、ジャーニーマンと呼ばれる選手は少ない。

1950 - 60年代にプロ野球最多の8球団を渡り歩いた後藤修は「ジプシー後藤」と呼ばれた。江夏豊、工藤公康など複数の球団で優勝に貢献した選手は優勝請負人と呼ばれる。上述の通りアメリカでは移籍が多いためMLBでプレイした選手は日本国内のみでキャリアを終える選手と比べて移籍の回数は多くなる。

### 主な選手
日本国内NPBのみ　4チーム以上
- 内藤幸三 1936年 , 1939年 - 1944年 , 1946年 - 1951年 / 5チーム
- ヴィクトル・スタルヒン 1936年 - 1944年 , 1946年 - 1955年 / 4チーム
- 小鶴誠 1942年 - 1943年 , 1946年 - 1958年 / 5チーム
- 後藤修 1952年 - 1963年 / 8チーム
- 江藤慎一 1959年 - 1976年 / 4チーム
- 大石弥太郎 1962年 - 1982年 / 4チーム
- 渡辺秀武 1963年 - 1982年 / 5チーム
- 木原義隆 1965年 - 1976年 / 4チーム
- 川畑和人 1967年 - 1978年 / 4チーム
- 阪本敏三 1967年 - 1980年 / 4チーム
- 江夏豊 1967年 - 1984年 / 5チーム
- 宮本幸信 1968年 - 1980年 / 4チーム
- 井上弘昭 1968年 - 1985年 / 4チーム
- 高橋里志 1968年 - 1986年 / 4チーム
- 高橋直樹 1968年 - 1986年 / 4チーム
- 梅田邦三 1969年 - 1980年 / 4チーム
- 富田勝 1969年 - 1982年 / 4チーム
- 安木祥二 1969年 - 1984年 / 4チーム
- 野村収 1969年 - 1986年 / 4チーム
- 加藤秀司 1969年 - 1987年 / 5チーム
- 佐藤政夫 1970年 - 1987年 / 4チーム
- 池内豊 1971年 - 1986年 / 4チーム
- 永射保 1972年 - 1990年 / 4チーム
- 小田義人 1973年 - 1983年 / 4チーム
- 三浦政基 1973年 - 1983年 / 4チーム
- 小俣進 1973年 - 1985年 / 4チーム
- 若菜嘉晴 1974年 - 1991年 / 4チーム
- 古賀正明 1976年 - 1984年 / 4チーム
- 落合博満 1979年 - 1998年 / 4チーム
- 山中潔 1980年 - 1996年 / 5チーム
- 長嶋清幸 1980年 - 1997年 / 4チーム
- 金沢次男 1982年 - 1995年 / 4チーム
- 工藤公康 1982年 - 2010年 / 4チーム
- 前田耕司 1983年 - 1995年 / 4チーム
- 津野浩 1984年 - 1997年 / 4チーム
- 加藤伸一 1984年 - 2004年 / 4チーム
- 山崎慎太郎 1985年 - 2002年 / 4チーム
- 廣田浩章 1986年 - 2000年 / 4チーム
- 本西厚博 1987年 - 2001年 / 4チーム
- 高木晃次 1987年 - 2009年 / 4チーム
- 中嶋聡 1987年 - 2015年 / 4チーム
- 鈴木平 1988年 - 2002年 / 4チーム
- 武田一浩 1988年 - 2002年 / 4チーム
- 島田直也 1988年 - 2003年 / 4チーム
- 吉田豊彦 1988年 - 2007年 / 4チーム
- 東瀬耕太郎 1990年 - 2000年 / 5チーム
- 与田剛 1990年 - 2000年 / 4チーム
- 平塚克洋 1990年 - 2000年 / 4チーム
- 河野亮 1990年 - 2001年 / 4チーム
- 石井浩郎 1990年 - 2002年 / 4チーム
- 橋本武広 1990年 - 2003年 / 4チーム
- 藤立次郎 1990年 - 2004年 / 4チーム
- 野口寿浩 1990年 - 2010年 / 4チーム
- 柴田佳主也 1991年 - 2004年 / 4チーム
- 下柳剛 1991年 - 2012年 / 4チーム
- 田畑一也 1992年 - 2002年 / 4チーム
- 永池恭男 1992年 - 2006年 / 4チーム
- 河本育之 1992年 - 2007年 / 4チーム
- 中村紀洋 1992年 - 2014年 / 5チーム
- 杉山賢人 1993年 - 2001年 / 4チーム（3年連続シーズン途中トレード）
- 牧野塁 1993年 - 2009年 / 4チーム
- 高波文一 1994年 - 2009年 / 4チーム
- 斉藤秀光 1994年 - 2009年 / 5チーム
- カツノリ 1996年 - 2006年 / 4チーム
- 谷中真二 1997年 - 2010年 / 4チーム
- 金澤健人 1999年 - 2013年 / 4チーム
- 山崎浩司 1999年 - 2015年 / 5チーム
- 藤井秀悟 2000年 - 2014年 / 4チーム
- 坂元弥太郎 2001年 - 2013年 / 4チーム
- 水田圭介 2001年 - 2013年 / 4チーム
- 山本省吾 2001年 - 2013年 / 4チーム
- 中島宏之 2001年 - 2024年 / 4チーム
- 喜田剛 2002年 - 2011年 / 4チーム
- 細川亨 2002年 - 2020年 / 4チーム
- 大西宏明 2003年 - 2011年 / 4チーム
- 阿部健太 2003年 - 2015年 / 4チーム
- 工藤隆人 2005年 - 2018年 / 4チーム
- 涌井秀章 2005年 - / 4チーム
- 川島慶三 2006年 - 2022年 / 4チーム
- 古川侑利 2014年 - 2024年 / 4チーム

NPB以外を含む
- 村上雅則 1962年 - 1982年 / 4チーム（移籍回数：4回、MLB1チームを含む）
- 新浦壽夫 1968年 - 1992年 / 5チーム（移籍回数：4回、KBO1チームを含む）
- 光山英和 1984年 - 2003年 / 6チーム（移籍回数：5回、KBO1チームを含む）
- 吉井理人 1984年 - 2007年 / 7チーム（移籍回数：7回、MLB3チームを含む）
- 木田優夫 1987年 - 2012年 / 8チーム（移籍回数：9回、MLB3チーム、独立リーグ1チームを含む）
- 伊良部秀輝 1988年 - 2009年 / 7チーム（移籍回数：6回、MLB3チーム、独立リーグ1チーム、米独立リーグ1チームを含む）
- 松井隆昌  1989年 - 1998年 / 5チーム（移籍回数：4回、CPBL1チームを含む）
- 入来智 1990年 - 2004年 / 6チーム（移籍回数：6回、CPBL1チーム、KBO1チームを含む）
- 新庄剛志 1990年 - 2006年 / 4チーム（移籍回数：4回、MLB2チームを含む）
- 野茂英雄 1990年 - 2008年 / 8チーム（移籍回数：8回、MLB7チームを含む）
- 吉岡雄二 1990年 - 2009年 / 4チーム（移籍回数：3回、LMB1チームを含む）
- 佐野慈紀 1991年 - 2003年 / 5チーム（移籍回数：5回、LMB1チーム、米独立リーグ1チームを含む）
- 野村貴仁 1991年 - 2004年 / 5チーム （移籍回数：5回、MLB1チーム、CPBL1チームを含む）
- 高津臣吾 1991年 - 2012年 / 6チーム（移籍回数：6回、MLB2チーム、KBO1チーム、CPBL1チーム、独立リーグ1チームを含む）
- 田口壮 1992年 - 2011年 / 4チーム（移籍回数：4回、MLB3チームを含む）
- 石井一久 1992年 - 2013年 / 4チーム（移籍回数：4回、MLB2チームを含む）
- 中村紀洋 1992年 - 2014年 / 6チーム（移籍回数：6回、MLB1チームを含む）
- 斎藤隆 1992年 - 2015年 / 7チーム（移籍回数：6回、MLB5チームを含む）
- イチロー 1992年 - 2019年 / 4チーム（移籍回数：4回、MLB3チームを含む）
- 松井秀喜 1993年 - 2012年 / 5チーム（移籍回数：5回、MLB4チームを含む）
- 藪恵壹 1994年 - 2010年 / 5チーム（移籍回数：4回、MLB2チーム、LMB1チームを含む）
- 岡島秀樹 1994年 - 2015年 / 6チーム（移籍回数：6回、MLB2チームを含む）
- 大家友和 1994年 - 2016年 / 10チーム（移籍回数：11回、MLB5チーム、LMB1チーム、独立リーグ2チーム、米独立リーグ1チームを含む）
- 松井稼頭央 1994年 - 2018年 / 5チーム（移籍回数：5回、MLB3チームを含む）
- 富岡久貴 1995年 - 2009年 / 5チーム（移籍回数：6回、独立リーグ1チームを含む）
- 福盛和男 1995年 - 2010年 / 4チーム（移籍回数：4回、MLB1チームを含む）
- 平下晃司 1996年 - 2010年 / 5チーム（移籍回数：4回、独立リーグ1チームを含む）
- 門倉健 1996年 - 2011年 / 6チーム（移籍回数：5回、KBO2チームを含む）
- マック鈴木 1996年 - 2011年 / 11チーム（移籍回数：12回、MLB4チーム、LMB2チーム、CPBL1チーム、独立リーグ1チーム、米独立リーグ1チーム、加独立リーグ1チームを含む）
- 三澤興一 1997年 - 2010年 / 6チーム（移籍回数：6回、米独立リーグ2チームを含む）
- 大塚晶文 1997年 - 2014年 / 5チーム（移籍回数：4回、MLB2チーム、独立リーグ1チームを含む）
- 井口資仁 1997年 - 2017年 / 5チーム（移籍回数：5回、MLB3チームを含む）
- 岩村明憲 1997年 - 2017年 / 6チーム（移籍回数：6回、MLB3チーム、独立リーグ1チームを含む）
- 井川慶 1998年 - 2017年 / 4チーム（移籍回数：3回、MLB1チーム、独立リーグ1チームを含む）
- 五十嵐亮太 1998年 - 2020年 / 5チーム（移籍回数：5回、MLB3チームを含む）
- 矢野英司 1999年 - 2008年 / 5チーム（移籍回数：4回、米独立リーグ2チームを含む）
- 小林雅英 1999年 - 2011年 / 4チーム（移籍回数：3回、MLB1チームを含む）
- ホセ・フェルナンデス 1999年 - 2013年 / 9チーム（移籍回数：11回、MLB2チーム、LMB2チーム、KBO1チームを含む）
- 上原浩治 1999年 - 2019年 / 5チーム（移籍回数：5回、MLB4チームを含む）
- 藤川球児 1999年 - 2020年 / 4チーム（移籍回数：4回、MLB2チーム、独立リーグ1チームを含む）
- 松坂大輔 1999年 - 2021年 / 5チーム（移籍回数：5回、MLB2チームを含む）
- 福留孝介 1999年 - 2022年 / 5チーム（移籍回数：5回、MLB3チームを含む）
- ブライアン・シコースキー 2000年 - 2015年 / 7チーム（移籍回数：8回、MLB3チームを含む）　※NPB5球団に在籍は外国人選手最多
- 高橋尚成（尚成） 2000年 - 2015年 / 6チーム（移籍回数：6回、MLB4チームを含む）
- 岩隈久志 2000年 - 2020年 / 5チーム（移籍回数：4回、MLB1チームを含む）
- 正田樹 2000年 - 2023年 / 7チーム （移籍回数：7回、CPBL2チーム、独立リーグ2チームを含む）
- 川﨑宗則 2000年 -  / 6チーム（移籍回数：6回、MLB3チーム、CPBL1チーム、独立リーグ1チームを含む）
- 加藤康介 2001年 - 2017年 / 5チーム （移籍回数：4回、独立リーグ1チームを含む）
- 内川聖一 2001年 - 2023年 / 4チーム （移籍回数：3回、独立リーグ1チームを含む）
- 真田裕貴 2002年 - 2016年 / 6チーム （移籍回数：6回、CPBL1チーム、独立リーグ2チームを含む）
- 近藤一樹 2002年 - 2022年 / 4チーム（移籍回数：3回、独立リーグ1チームを含む）
- 寺原隼人 2002年 - 2022年 / 5チーム（移籍回数：5回、独立リーグ1チームを含む）
- マイケル中村 2003年 - 2012年 / 5チーム（移籍回数：4回、MLB2チームを含む）
- 西岡剛 2004年 - 2023年 / 5チーム（移籍回数：4回、MLB1チーム、独立リーグ2チームを含む）
- 坂克彦 2004年 - 2018年 / 4チーム（移籍回数：3回、独立リーグ1チームを含む）
- 青木宣親 2004年 -  / 8チーム（移籍回数：8回、MLB7チームを含む）
- 成瀬善久 2004年 -  / 4チーム（移籍回数：3回、独立リーグ1チームを含む）
- ダルビッシュ有 2005年 -  / 5チーム（移籍回数：4回、MLB4チームを含む）
- デニス・サファテ 2006年 - 2021年 / 6チーム（移籍回数：5回、MLB3チームを含む）
- 藤岡好明 2006年 -  / 5チーム（移籍回数：4回、独立リーグ1チームを含む）
- 吉川光夫 2007年 -  / 4チーム（移籍回数：4回、独立リーグ1チームを含む）
- 由規 2008年 - 2023年 / 4チーム（移籍回数：3回、CPBL1チーム、独立リーグ1チームを含む）
- 村田透 2008年 -  / 7チーム（移籍回数：6回、MLB1チーム、ABL2チーム、GBB1チーム、CBA1チームを含む）
- 田澤純一 2009年 - 2022年 / 6チーム（移籍回数：5回、MLB3チーム、CPBL1チーム、LMB1チーム、独立リーグ1チームを含む）
- 中村勝 2010年 -  2023年 / 5チーム（移籍回数：4回、ABL1チーム、LMB1チーム、独立リーグ1チームを含む）
- 筒香嘉智 2010年 -  / 5チーム（移籍回数：4回、MLB3チーム、米独立リーグ1チームを含む）
- 牧田和久 2011年 - 2022年 / 4チーム（移籍回数：3回、MLB1チーム、CPBL1チームを含む）
- ロベルト・オスナ 2011年 -  / 5チーム（移籍回数：5回、LMB1チーム、MLB2チームを含む）
- トレバー・バウアー 2012年 -  / 5チーム（移籍回数：4回、MLB4チームを含む）
- 秋吉亮 2014年 -  / 5チーム（移籍回数：4回、独立リーグ2チームを含む）
- 高木勇人 2015年 -  / 6チーム（移籍回数：6回、独立リーグ1チーム、LMB3チームを含む）